# Rumania en los Juegos Olímpicos de Ámsterdam 1928
Rumanía estuvo representada en los Juegos Olímpicos de Ámsterdam 1928 por un total de 10 deportistas que compitieron en esgrima.  
El equipo olímpico rumano no obtuvo ninguna medalla en estos Juegos.